# Tošin bunar (przystanek kolejowy)
Tošin bunar (serbski: Тошин бунар) – przystanek kolejowy, w dzielnicy Nowy Belgrad, w Belgradzie, w Serbii. 
Położony jest między stacjami Zemun i Novi Beograd, przy wlocie do tunelu kolejowego.
Jest obsługiwany przez pociągi podmiejskie Beovoz.

## Linie kolejowe
- Belgrad – Subotica